# Scoliopteryx aksuana
Scoliopteryx aksuana là một loài bướm đêm trong họ Erebidae.